# Acide polyglycolique
L'acide polyglycolique, aussi connue sous les noms de polyglycolide et de le poly(acide glycolique) (abrégée PGA), est un polymère biodégradable et thermoplastique, obtenu par polymérisation de la 1,4-dioxane-2,5-dione ((en) glycolide) de numéro CAS 502-97-6 et qui est l'anhydride dimérique de l'acide glycolique. L’acide polyglycolique est donc le polyester linéaire le plus simple.

## Synthèse
Il existe au moins trois voies de synthèse dont celle par ouverture du cycle de glycolide :

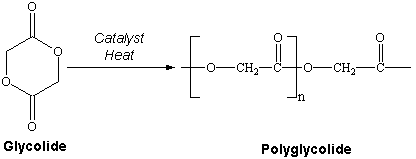
Polymérisation par ouverture de cycle de glycolide de polyglycolide

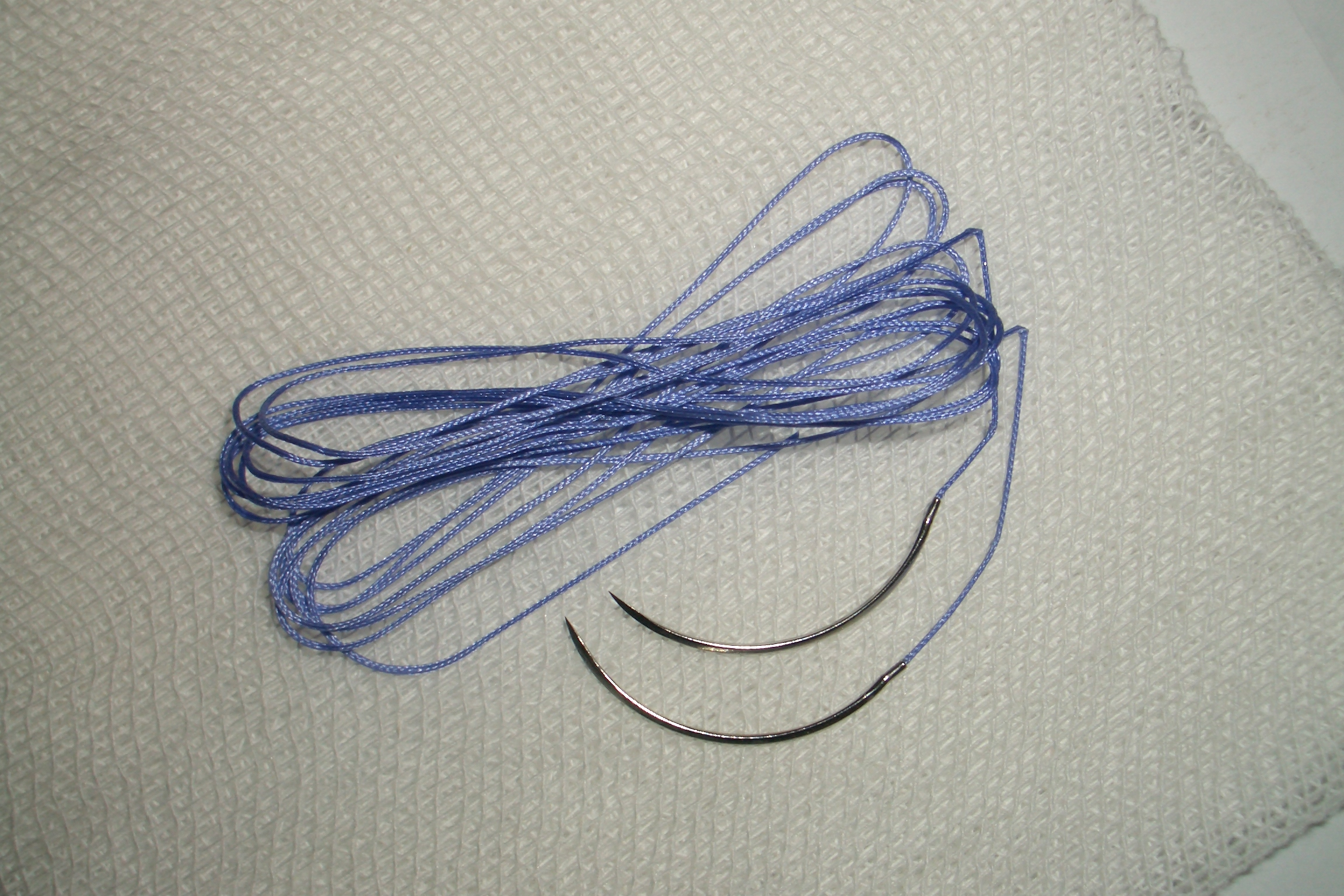
fil de suture fabriqué à partir d'acide polyglycolique.